# Цыганков, Пётр Николаевич
Пётр Никола́евич Цыганко́в (4 февраля 1923, дер. Даниловка, Рязанская губерния — 23 февраля 1991, Балашиха) — участник Великой Отечественной войны, командир миномётного расчёта 1033-го стрелкового полка 280-й Конотопской стрелковой дивизии 60-й армии Центрального фронта, сержант, Герой Советского Союза.

## Биография
Родился 4 февраля 1923 года в деревне Даниловка в крестьянской семье. Окончил 7 классов. В 1939 году поступил на работу на завод № 219 в городе Балашиха Московской области. В 1941 году эвакуировался с заводом в Оренбург.
В Красной армии с октября 1941 года. После прохождения службы в запасном полку в августе 1942 года прибыл на фронт и был назначен командиром миномётного расчёта 1033-го стрелкового полка 280-й стрелковой дивизии, державшей оборону в районе города Ливны. В одном из боёв в сентябре 1942 года был ранен. Вернувшись в часть после лечения, участвовал зимнем наступлении 1943 года, в ходе которого освобождал город Малоархангельск Орловской области, где был вторично ранен.
Летом 1943 года принимал участие в Курской битве, в ходе которой стал комсоргом батальона.
В период боёв за освобождение Левобережной Украины сержант Цыганков проявил особое мужество.
8 сентября 1943 года в бою за высоту 157 южнее города Конотопа Сумской области Цыганков со своим миномётным расчётом выдвинулся в боевые порядки пехоты, метким огнём уничтожил 2 станковых пулемёта, мешавших наступающей пехоте, истребил до взвода гитлеровцев, что позволило нашим стрелковым подразделениям занять эту высоту.
Через 2 дня в бою за станцию Круты Бахмачского района сержант Цыганков, командуя стрелковым отделением, первым ворвался на станцию, в рукопашной схватке уничтожил 12 немецких солдат и закрепился на станции.
14 сентября 1943 года в бою за село Лемеши Черниговской области Цыганков первым бросился в атаку, увлёк за собой роту и выбил фашистов из села. Лично из автомата уничтожил 8 гитлеровцев.
25 сентября 1943 года при форсировании Днепра сержант Цыганков во главе своего отделения первым переправился на западный берег реки в районе села Ротичи Чернобыльского района Киевской области. Стремительной атакой бойцы выбили гитлеровцев из первой траншеи. Подоспевшие подразделения развили успех отделения.
За время боя в тылу врага 29 сентября 1943 года у села Страхолесье Чернобыльского района Киевской области сержант Цыганков объединил вокруг себя группу бойцов численностью до 30 человек и дрался с ними за высоту до последнего патрона. Когда кончились боеприпасы, поднял бойцов в атаку, обратив в бегство до роты гитлеровцев.
Указом Президиума Верховного Совета СССР от 17 октября 1943 года за образцовое выполнение боевых заданий командования на фронте борьбы с немецко-фашистским захватчиками и проявленные при этом мужество и героизм сержанту Петру Николаевичу Цыганкову было присвоено звание Героя Советского Союза с вручением ордена Ленина и медали «Золотая Звезда» (№ 2316).
В июле 1944 года в составе 13-й армии 1-го Украинского фронта участвовал в боях в районе городов Броды и Рава-Русская Львовской области. При подходе к реке Сан на территории Польши старший сержант Цыганков получил тяжёлое ранение.
В 1946 году после длительного лечения демобилизовался по инвалидности. Жил в городе Балашиха Московской области. Работал в органах милиции, затем — начальником военизированной охраны Балашихинского литейно-механического завода. Умер 23 февраля 1991 года. Похоронен в деревне Новая Балашихинского района Московской области.

## Память
- Памятная мемориальная доска на аллее Героев в городе Балашиха.